# Evangelische Pauluskirche (Hamm)

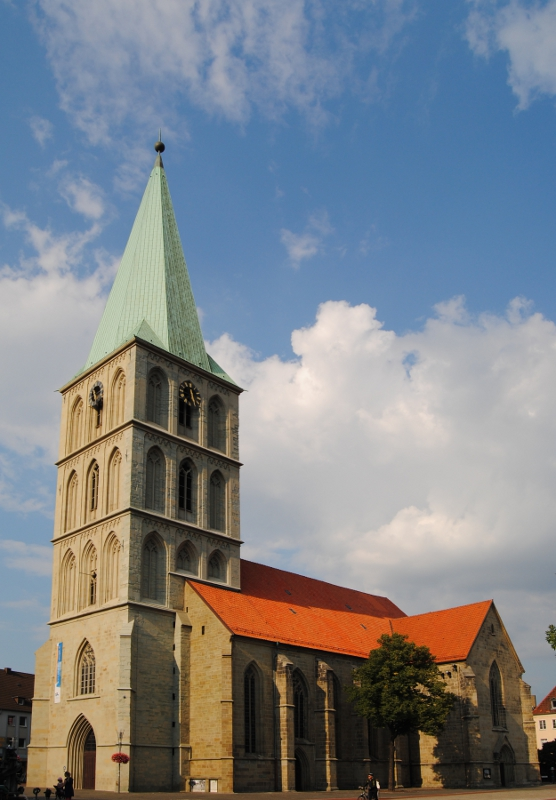
Pauluskirche Hamm

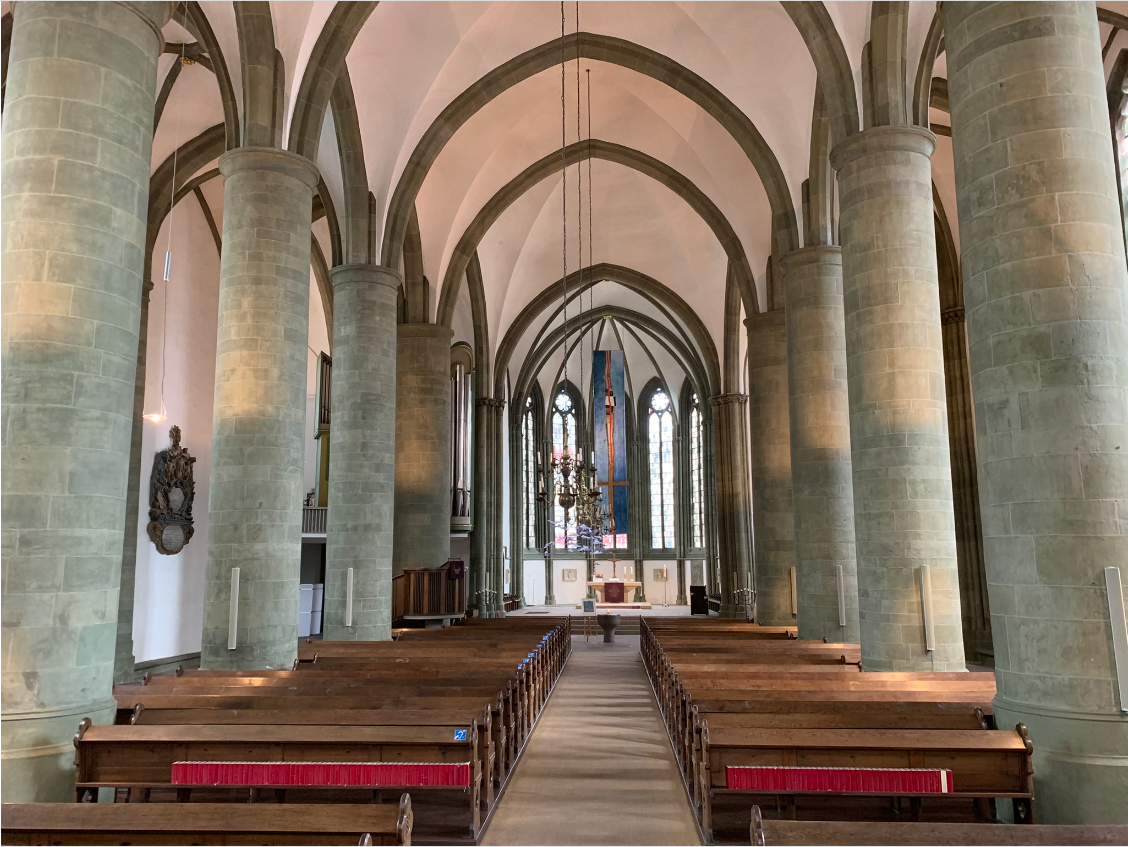
Pauluskirche von innen

Die evangelische Pauluskirche liegt im Zentrum der Stadt Hamm. Seit 1985 steht sie unter Denkmalschutz.

## Geschichte und Baubeschreibung
Die Pauluskirche ist der in gotischem Stil errichtete zentrale Kirchenbau in Hamm. Sehr wahrscheinlich bestand vor dem eigentlichen Kirchenbau eine kleinere Kapelle o. ä. an derselben Stelle. Das genaue Alter des Bauwerks ist unbekannt; einige Quellen nennen das Jahr 1275 als das Jahr des Baubeginns. Die Errichtung der Kirche fand jedenfalls in der Zeit zwischen der Stadtgründung (1226) und der Abpfarrung (1337) statt. Der Sakralbau wurde früher St. Georg und Laurentius genannt – nach den Schutzpatronen der Stadt. Eine Pfarrgemeinde entstand durch Abpfarrung im Jahr 1337 von der Pankratiuskirche im Dorf Mark. Zwischenzeitlich hatte sich auch der Name der Kirche verändert. Trug sie ursprünglich den Namen des Schutzpatrons der Stadt, St. Georg, so hieß sie seit der Reformation „Reformierte Pfarrkirche“. Der Name „Große Kirche“ wurde erst 1821 eingeführt, als sich die reformierte und die lutherische Gemeinde zusammenschlossen. Pauluskirche wird das Bauwerk erst seit 1912 genannt.
Die Kirche ist weithin in alle Stadtteile sichtbar. Sie ist das älteste monumentale Bauwerk der Stadt. Die zahlreichen Brände im Mittelalter und im 18. Jahrhundert hat sie überstanden; allerdings wurde die Bausubstanz stark angegriffen. Beim Wiederaufbau 1746 – also nach dem großen Stadtbrand von 1741 – wurde der spätgotische Spitzhelm durch eine barocke Haube ersetzt. Die heute in dieser Form nicht mehr erhaltene Haube kann man auf Vorkriegsfotos noch gut erkennen. Eine weitreichende Sanierung erfolgte in den Jahren 1893 bis 1895. Im Zweiten Weltkrieg wurde die Pauluskirche schwer beschädigt. Ihre Wiederherstellung erfolgte in den Jahren 1952 bis 1954. 2006 wurden sowohl die Fassade als auch der Innenraum grundlegend saniert.
Der Turm der Pauluskirche hat eine Höhe von 79,30 Metern. Er gilt als eine der schönsten Turmlösungen in Westfalen und zudem als altes Wahrzeichen der Stadt. Aus der Zeit des Wiederaufbaus nach 1945 stammt der pyramidenförmige Turmhelm von 1961, der sich wieder dem gotischen der Jahre vor dem großen Stadtbrand von 1741 anlehnt. Seit 2007 schmückt den Turm erstmals seit langer Zeit wieder eine neue Turmuhr. Diese stellt ein neues Element des Kirchbaus da, das mit dem historischen Zustand der Kirche nicht in Einklang steht. Das Abendläuten um 21 Uhr durch die historische Glocke von 1743 erinnert noch heute an die verheerenden Stadtbrände.
Im Kern kann das Bauwerk auf eine Kirche zurückgeführt werden, die bald nach der Gründung der Stadt durch Graf Adolf I. von der Mark am Aschermittwoch des Jahres 1226 entstanden ist. Wesentliche Teile des Chores, das Querhaus und das Chorvorjoch dürften noch aus dem späten 13. Jahrhundert stammen. Der Turm und das dreischiffige Langhaus werden hingegen in die erste Hälfte des 14. Jahrhunderts datiert.

## Ausstattung
In der Pauluskirche sind drei Aufsätze von Epitaphen aus dem 17. und 18. Jahrhundert erhalten. Im Südschiff befindet sich der aus Baumberger Sandstein gefertigte Gedenkstein einer 1609 im Alter von 14 Jahren verstorbenen Tochter der Familien Pentlinck (Pentling) und Münster. Ihr Name lautet vermutlich Elisabeth. Links befinden sich die Wappen der Ahnen väterlicherseits und rechts die Wappen der Ahnen mütterlicherseits. In der Mitte befindet sich das Allianzwappen der Familien Münster und Pentlinck.
Den Gedenkstein des Heinrich von Wrede († 1614) im Hauptschiff, der ebenfalls aus Baumberger Sandstein gefertigt wurde, zieren 16 Wappen.
Im Hauptschiff ist nach dem Zweiten Weltkrieg auch der Gedenkstein des Johannes du Buisson († 1726) platziert worden. Dieser war Generalmajor und Kurator des Akademischen Gymnasiums.
An der Ostwand des Chors befindet sich die einzige, nach dem Stadtbrand von 1741 erhalten gebliebene Grabplatte aus dem Jahr 1653.
An der Südwand des Chores wurde schließlich der Grabstein des Johann Diedrich von Lemgow (Johan Dietrich von Lemgow) († 1653) eingemauert, der bei der Tieferlegung des Fußbodens in den 1950er Jahren aufgefunden wurde. Die Familie von Lemgow stellte vom 15. bis 17. Jahrhundert mehrere Hammer Bürgermeister.

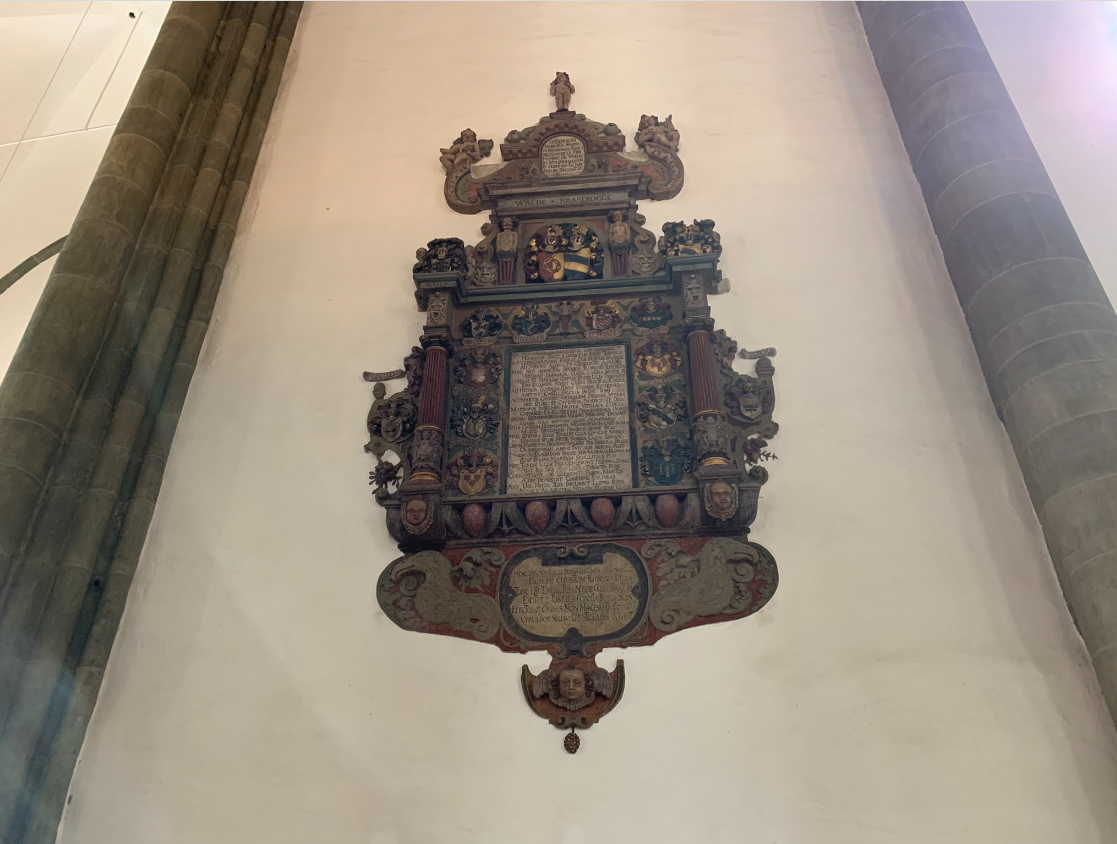
Epitaph des Heinrich von Wrede (1614)
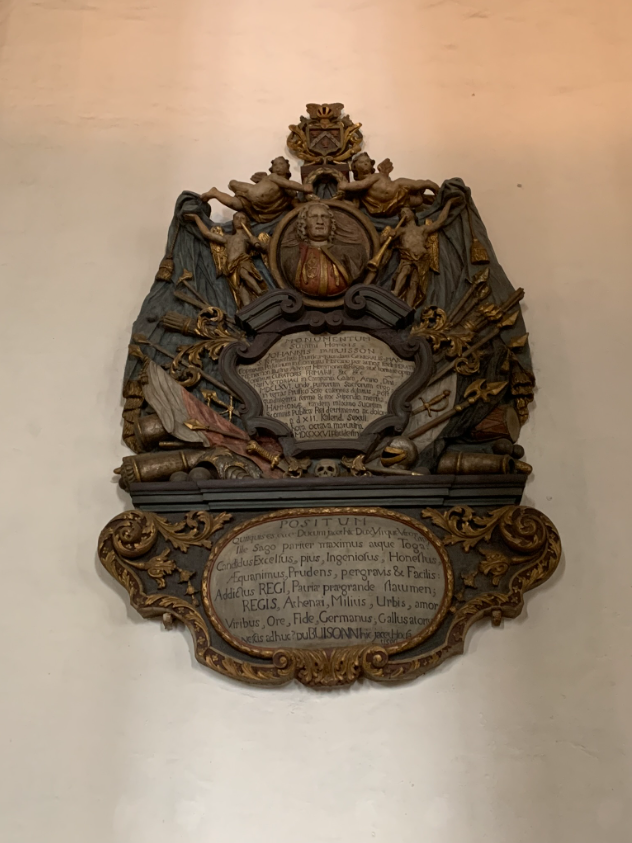
Epitaph des Generalmajors Joh. du Boisson (1730)
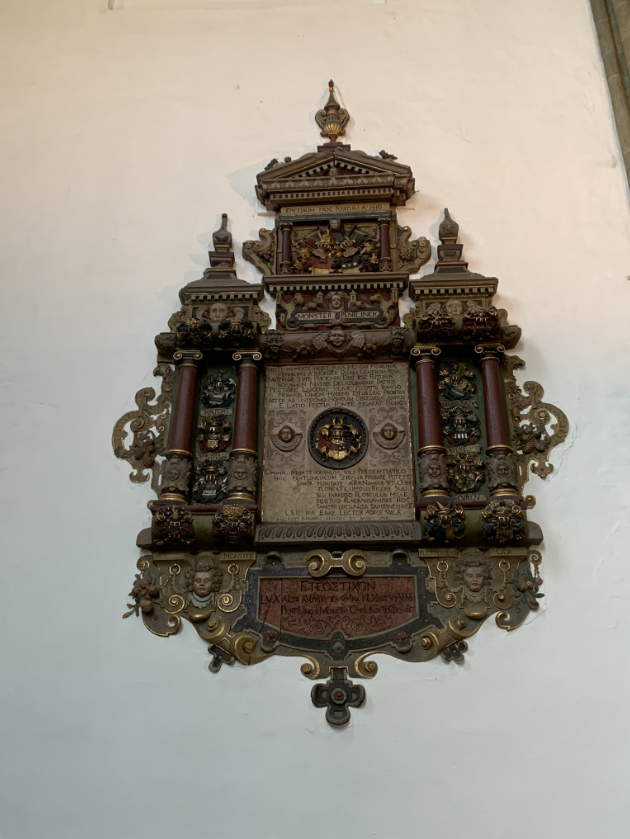
Epitaph der Elisabeth von Pentlinck (1610)
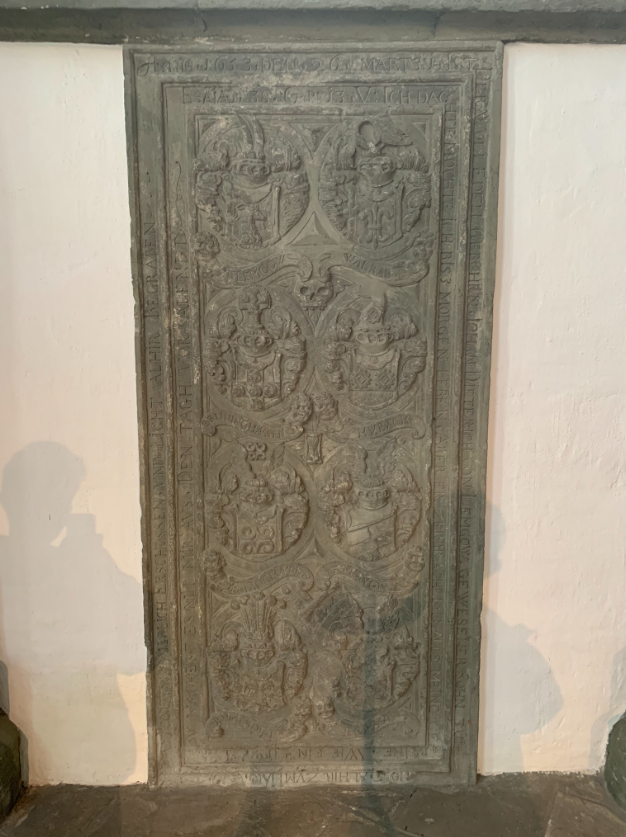
Grabplatte aus dem Jahr 1653
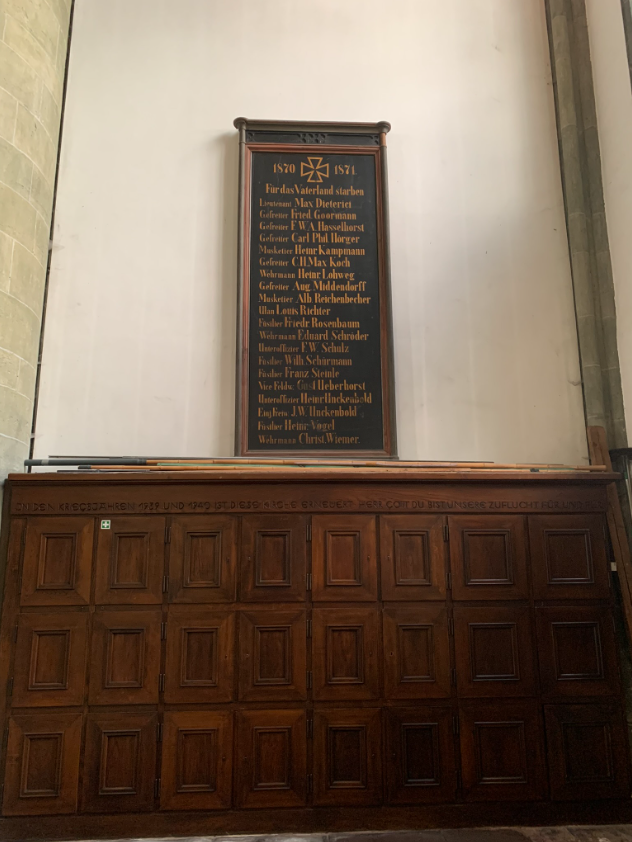
Gedenktafel der gefallenen im Krieg von 1870/71
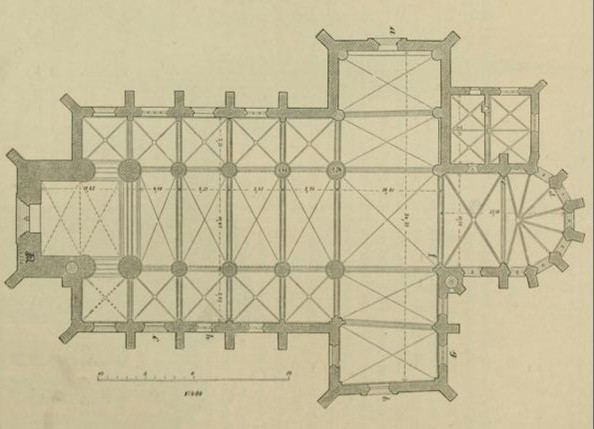
Grundriss 1881

### Orgel
Seit 1967 befindet sich im nördlichen Querschiff die von der Hamburger Orgelbaufirma von Beckerath gebaute Orgel, die im Jahr 2009 durch die Firma Beckerath restauriert und denkmalgerecht modernisiert wurde. Das Instrument hat 39 Register auf 3 Manualen und Pedal. Die Spieltrakturen sind mechanisch, die Registertrakturen elektrisch.
| I Rückpositiv C–g3 |                   |        |
| 1.                 | Metallgedackt     | 08′    |
| 2.                 | Prinzipal         | 04′    |
| 3.                 | Rohrflöte         | 04′    |
| 4.                 | Oktave            | 02′    |
| 5.                 | Gemsquinte        | 01 ⁄3′ |
| 6.                 | Scharf IV         | 02⁄3′  |
| 7.                 | Sesquialtera II 0 | 02 ⁄3′ |
| 8.                 | Dulzian           | 16′    |
| 9.                 | Bärpfeife         | 08′    |
|                    | Tremulant         |        |

| II Hauptwerk C–g3 |              |        |
| 10.               | Quintadena 0 | 16′    |
| 11.               | Prinzipal    | 08′    |
| 12.               | Spielflöte   | 08′    |
| 13.               | Oktave       | 04′    |
| 14.               | Koppelflöte  | 04′    |
| 15.               | Nasat        | 02 ⁄3′ |
| 16.               | Flachflöte   | 02′    |
| 17.               | Mixtur V     | 01 ⁄3′ |
| 18.               | Zimbel III   | 01⁄2′  |
| 19.               | Trompete     | 08′    |

| III Schwellwerk C–g3 |            |         |
| 20.                  | Rohrflöte  | 08′     |
| 21.                  | Gemshorn 0 | 08′     |
| 22.                  | Violflöte  | 04′     |
| 23.                  | Blockflöte | 04′     |
| 24.                  | Nasat      | 02 ⁄3′  |
| 25.                  | Gemshorn   | 02′     |
| 26.                  | Terz       | 01 3⁄5′ |
| 27.                  | Septime    | 01 ⁄7′  |
| 28.                  | Sifflöte   | 01′     |
| 29.                  | Mixtur V   | 01′     |
| 30.                  | Oboe       | 08′     |
|                      | Tremulant  |         |

| Pedal C–f1 |             |     |
| 31.        | Prinzipal   | 16′ |
| 32.        | Oktave      | 08′ |
| 33.        | Rohrbass    | 08′ |
| 34.        | Metallflöte | 04′ |
| 35.        | Nachthorn 0 | 02′ |
| 36.        | Mixtur V    | 02′ |
| 37.        | Posaune     | 16′ |
| 38.        | Trompete    | 08′ |
| 39.        | Schalmei    | 04′ |

- Koppeln: I/II, III/II, I/P, II/P, III/P
- Spielhilfen: 4000-fache elektronische Setzeranlage, Sequenzer

### Glocken
Der Turm beherbergt sechs Glocken. Die älteste wurde 1743 von Johann Schweys gegossen, Schlagton cis1. Im Jahre 1957 goss der Bochumer Verein fünf Gussstahlglocken hinzu, Schlagtöne a0, h0, d1, e1 und g1.

## Pfarrgemeinde
Die mit der Kirche im Mittelalter verbundene Pfarrei entstand durch Abpfarrung von der Kirche in Mark am 17. April 1337. Mit dem Wirken des Carolus Gallus setzt sich ab 1562 das reformierte Bekenntnis durch. Gallus ließ die in der Kirche befindlichen Kunstgegenstände weitestgehend zerschlagen, weshalb der Innenraum bis heute sehr schlicht wirkt. Die reformierte Gemeinde unterhielt seit dem frühen 17. Jahrhundert am Marktplatz eine Elementarschule. Heute bildet die Gemeinde den Gemeindebezirk I der Kirchengemeinde Hamm.

## Pfarrer
- 1664–1690: Bernhard Erasmus Avermann, 1. Pfarrer
- 1721–1743: Johann Heinrich Thienen, 1. Pfarrer
- 1743–1757: Johann Gottfried Peill, 1. Pfarrer
- 1763–1794: Gerhard Rübel, 1. Pfarrer
- 1794: Johann Rulemann Ludwig Eylert, 1. Pfarrer
- 1795–1846: Jakob Wülfingh, 1. Pfarrer